# Węzeł autostradowy Lotte/Osnabrück
Węzeł autostradowy Lotte/Osnabrück (niem. Autobahnkreuz Lotte/Osnabrück, AK Lotte/Osnabrück, Kreuz Lotte/Osnabrück) – węzeł drogowy na skrzyżowaniu autostrad A1 i A30 w kraju związkowym Dolna Saksonia w Niemczech. Nazwa węzła pochodzi od nazwy najbliższej miejscowości Lotte i miasta Osnabrück.

## Geografia i historia
Realizowany w latach 1964–1968 węzeł połączył trasę tranzytową wschód-zachód A30 (E30) z Warszawy, przez Berlin i Hanower do Amsterdamu, z trasą A1 (E37) biegnącą z Zagłębia Ruhry do Hamburga.

## Natężenie ruchu
| Z                      | Do                       | Średnie dzienne natężenie ruchu |
| ---------------------- | ------------------------ | ------------------------------- |
| AS Osnabrück-Nord (A1) | AK Lotte/Osnabrück       | 58 000                          |
| AK Lotte/Osnabrück     | AS Lengerich (A1)        | 56 800                          |
| AS Lotte (A30)         | AK Lotte/Osnabrück       | 41 300                          |
| AK Lotte/Osnabrück     | AS Hasbergen-Gaste (A30) | 58 800                          |

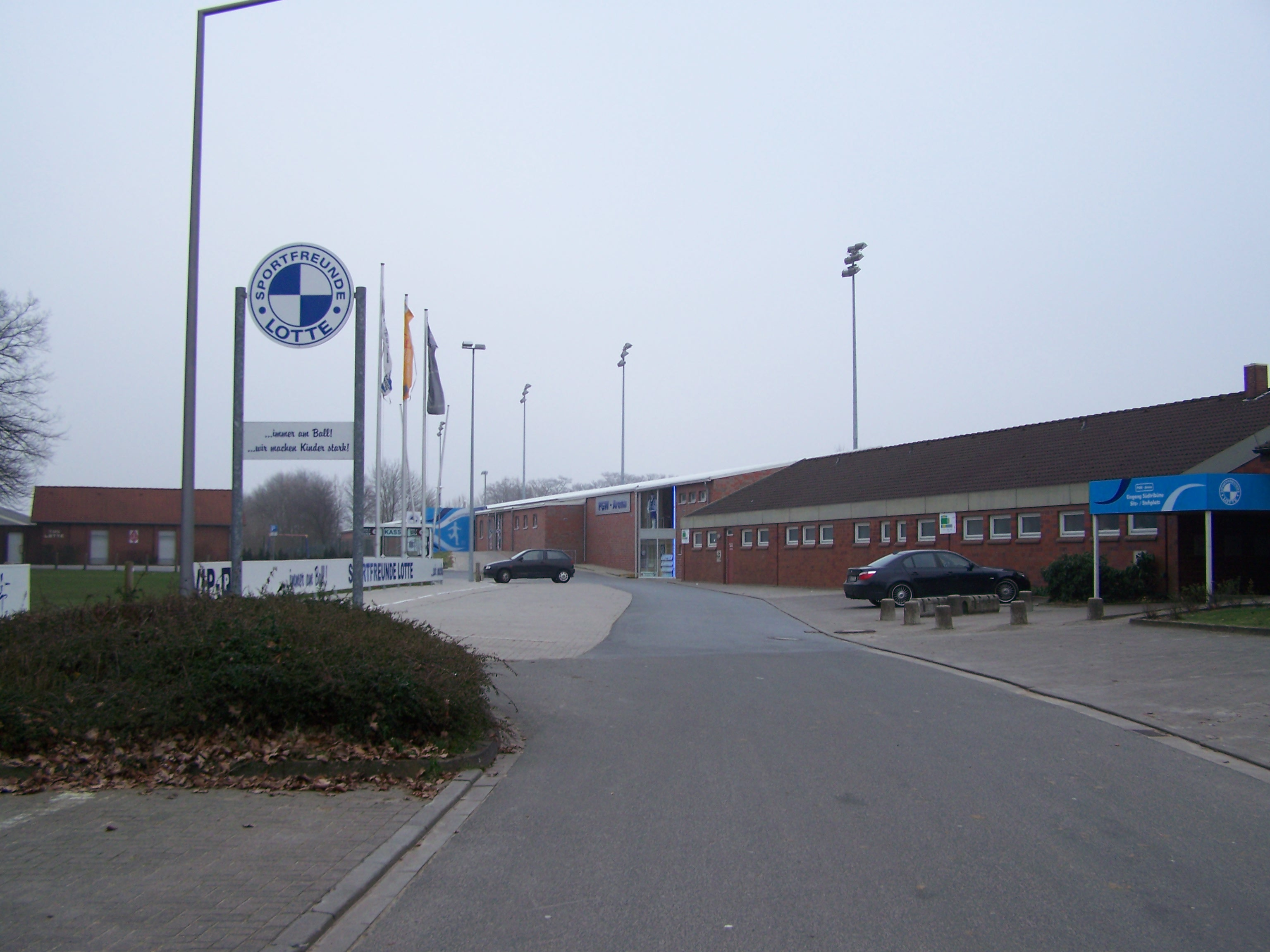
Stadion piłkarski „Sportpark am Lotter Kreuz” (VfL Sportfreunde Lotte) znajdujący się przy węźle